# نیسان کوئست
نیسان کوئست (Nissan Quest) خودرویی است که از سال ۱۹۹۳ تا کنون (Japan)۱۹۹۳–۲۰۰۹، ۲۰۱۱ تا present (North America) تولید شده‌است.
این خودرو در کلاس مینی‌ون قرار گرفته، طراحی آن خودروهای موتور جلو-محور جلو بوده است.